# Clotilde (prénom)
Pour les articles homonymes, voir Clotilde.

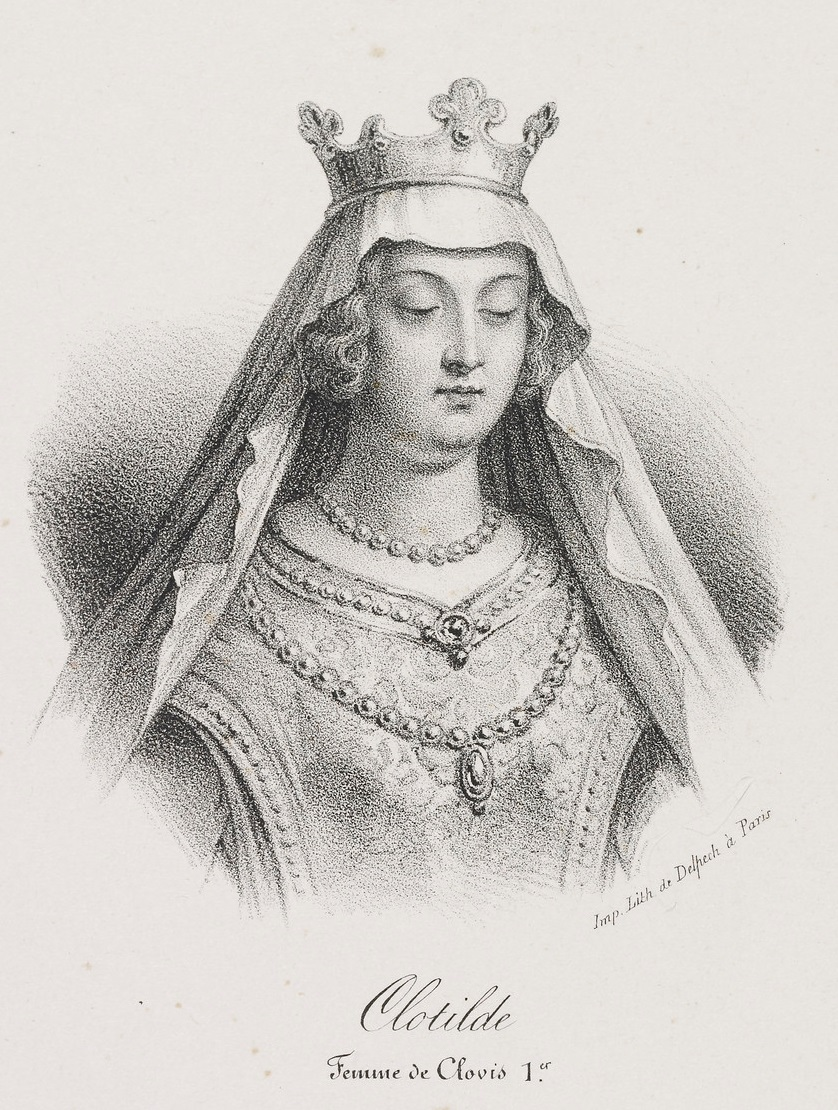
Clotilde, épouse de Clovis Ier

Clotilde ou Clothilde est un prénom féminin français.
Il est fêté le 4 juin.

## Étymologie
Ce prénom est issu d'un nom d'origine germanique, Clothilda, forme mérovingienne de Hlothilda, composé de hlod- « gloire » et -hild « combat ».

## Histoire
Ce prénom est attesté depuis le Ve siècle avec Sainte Clotilde, née vers 474.
Prénom populaire au Moyen Âge, il est peu utilisé par la suite. Il est autorisé par la Loi du 11 Germinal 1803 relative aux prénoms et changements de noms. Au XXe siècle, il subit un léger reflux dans les années 1950, avant de redevenir un choix rare mais classique.

## Occurrence
En 2022, environ 20 561 Françaises portent le prénom Clotilde/Clothilde. Ses années records d'attribution sont 1902 avec 594 naissances pour Clotilde, et 1998 avec 209 naissances pour Clothilde. 2022 a vu naître 77 Clotilde et 29 Clothilde.

## Fête et saint Patron
Clotilde ou Clothilde est la nièce du roi des Burgondes, épouse de Clovis Ier, dont elle obtient la conversion au christianisme. Elle est fêtée le 4 juin.

## Variantes
La variante ancienne Clothilde est parfois utilisée, et la forme masculine de Clotilde est Cloud.

### Variantes linguistiques
- allemand : Klothilde
- anglais : Clotilda
- espagnol : Clotilde
- italien : Clotilde
- occitan : Clotilda[6]
- poitevin-saintongeais : Cllotide[7]
- polonais : Klotylda
- portugais : Clotilde
- suédois : Clotilda

## Personnalités
Il fut porté par deux reines des Francs :
- Clotilde (vers 474-545), épouse de Clovis Ier.
- Clotilde (650-699), épouse de Thierry III.

par d'autres princesses ou reines :
- Clotilde, fille de Clovis Ier, épouse d'Amalaric, roi des Wisigoths
- Clotilde de France (1759-1802), reine de Sardaigne
- Clotilde de Savoie (1843-1911)

par des personnages notables :
- Clotilde de Vaux (1815-1846) qui inspira Auguste Comte
- Clotilde Courau une comédienne française, devenue Altesse royale, princesse de Savoie, de Venise et de Piémont.

par une artiste :
- Clothilde une chanteuse française de la période yéyés.

par des personnages fictifs :
- Clotilde de Marelle un personnage du roman Bel-Ami de Maupassant

- Pour l'ensemble des articles sur les personnes portant ce prénom, consulter :
  - la liste des articles dont le titre commence par ce prénom
  - les listes produites par Wikidata : Liste des personnes de prénom « Clotilde » — même liste en incluant les éventuels prénoms composés qui contiennent « Clotilde ».